# Borki Wielbarskie
Borki Wielbarskie [ˈbɔrki vjɛlˈbarskʲɛ] (en alemán: Borken bei Willenberg) es un pueblo ubicado en el distrito administrativo de Gmina Wielbark, dentro del Condado de Szczytno, Voivodato de Varmia y Masuria, en Polonia del norte. Se encuentra aproximadamente a 8 kilómetros al este de Wielbark, a 17 kilómetros al sur de Szczytno, y a 55 kilómetros al sureste de la capital regional Olsztyn.
Antes de 1945, el área fue parte de Alemania (Prusia Oriental). El pueblo tiene una población aproximada de 70 habitantes.